# Little Palestine, journal d'un siège
 (mai 2023).
La mise en forme du texte ne suit pas les recommandations de Wikipédia : il faut le « wikifier ».
Les points d'amélioration suivants sont les cas les plus fréquents. Le détail des points à revoir est peut-être précisé sur la page de discussion.
- Les titres sont pré-formatés par le logiciel. Ils ne sont ni en capitales, ni en gras.
- Le texte ne doit pas être écrit en capitales (les noms de famille non plus), ni en gras, ni en italique, ni en « petit »…
- Le gras n'est utilisé que pour surligner le titre de l'article dans l'introduction, une seule fois.
- L'italique est rarement utilisé : mots en langue étrangère, titres d'œuvres, noms de bateaux, etc.
- Les citations ne sont pas en italique mais en corps de texte normal. Elles sont entourées par des guillemets français : « et ».
- Les listes à puces sont à éviter, des paragraphes rédigés étant largement préférés. Les tableaux sont à réserver à la présentation de données structurées (résultats, etc.).
- Les appels de note de bas de page (petits chiffres en exposant, introduits par l'outil «  Source ») sont à placer entre la fin de phrase et le point final[comme ça].
- Les liens internes (vers d'autres articles de Wikipédia) sont à choisir avec parcimonie. Créez des liens vers des articles approfondissant le sujet. Les termes génériques sans rapport avec le sujet sont à éviter, ainsi que les répétitions de liens vers un même terme.
- Les liens externes sont à placer uniquement dans une section « Liens externes », à la fin de l'article. Ces liens sont à choisir avec parcimonie suivant les règles définies. Si un lien sert de source à l'article, son insertion dans le texte est à faire par les notes de bas de page.
- La présentation des références doit suivre les conventions bibliographiques. Il est recommandé d'utiliser les modèles {{Ouvrage}}, {{Chapitre}}, {{Article}}, {{Lien web}} et/ou {{Bibliographie}}. Le mode d'édition visuel peut mettre en forme automatiquement les références.
- Insérer une infobox (cadre d'informations à droite) n'est pas obligatoire pour parachever la mise en page.

Pour une aide détaillée, merci de consulter Aide:Wikification.
Si vous pensez que ces points ont été résolus, vous pouvez retirer ce bandeau et améliorer la mise en forme d'un autre article.
Pour plus de détails, voir Fiche technique et Distribution.
Little Palestine, journal d'un siège est un film documentaire syrien, tourné durant la guerre civile syrienne à Yarmouk, par le réalisateur palestinien Abdallah Al-Khatib, sorti en 2021. En France le film sort le 12 janvier 2022,,,. 

## Contexte historique
Yarmouk, ancien camp de réfugié palestinien en Syrie (le plus grand du monde), était devenu une ville populaire de la banlieue de Damas avant 2011. En 2011, au début de la révolution syrienne, dans le contexte des printemps arabes, la population de Yarmouk est considérée comme active dans les manifestations. Le régime de Bachar el-Assad et les services de renseignements y assurent la répression[style à revoir], avant d'assiéger la ville qui, comme bien d'autres villes de la banlieue de Damas, dont Daraya ou la Ghouta, se retrouve coupée du monde. 

## Synopsis
À partie de 2013, pendant le siège de Yarmouk par l'armée syrienne, Abdallah Al-Khatib filme le quotidien pour témoigner de la situation, tout en rendant hommage au courage des enfants et des habitants du quartier.

## Réception
Le film est projeté pour la première fois en France lors de l’édition 2021 des États généraux du film documentaire à Lussas en Ardèche (22-28 août 2021).

## Prix
- Le documentaire remporte Grand Prix et le Prix des Étudiants du Festival 2 Cinéma 2 Valenciennes 2021[7].
- 2021 : Meilleur film du Festival du film de Hambourg[8]
- 2021 : Meilleur documentaire, au Guanajuato International Film Festival
- 2021 : Prix du Jury Presse du Festival War on Screen 2021